# Оператор Гильберта — Шмидта
Оператор Гильберта — Шмидта — класс компактных операторов в гильбертовом пространстве

## Определение
Пусть {\displaystyle T:H\to K} - компактный оператор между гильбертовыми пространствами.
 Для {\displaystyle T}  можно выбрать ортонормированные системы {\displaystyle \{e_{1}^{'},e_{2}^{'},...\}\subset H}, {\displaystyle \{e_{1}^{''},e_{2}^{''},...\}\subset K} и последовательность неотрицательных чисел {\displaystyle \{s_{n}\}} так, что {\displaystyle Tx=\sum _{n}s_{n}(x,e_{n}^{'})e_{n}^{''}}. 
 {\displaystyle T} называют оператором Гильберта — Шмидта, если для его {\displaystyle s}-чисел выполнено неравенство: {\displaystyle \sum _{n}s_{n}^{2}<\infty }. 

Класс операторов Гильберта — Шмидта обозначают: {\displaystyle \mathbf {S} _{2}(H,K)}

## Свойства
- Класс {\displaystyle \mathbf {S} _{2}(H,K)} представляет собой банахово пространство относительно нормы {\displaystyle ||T||_{HS}={\sqrt {\sum _{n}s_{n}^{2}}}}
- Совокупность операторов конечного ранга плотна в {\displaystyle \mathbf {S} _{2}(H,K)}
- Пространство {\displaystyle \mathbf {S} _{2}(H,K)} - сепарабельно, если {\displaystyle H,K} - сепарабельны
- Если {\displaystyle T_{1},T_{2}\in \mathbf {S} _{2}(H)}, то {\displaystyle T=T_{1}T_{2}} - ядерный оператор и 
 {\displaystyle ||T||_{\mathcal {N}}\leq ||T_{1}||_{HS}||T_{2}||_{HS}}
- В конечномерном пространстве норма Гильберта — Шмидта совпадает с нормой Фробениуса
- Композиция оператора Гильберта — Шмидта с любым ограниченным оператором является оператор Гильберта — Шмидта
- {\displaystyle T} - оператор Гильберта — Шмидта, если найдутся такие ортонормированные базисы  {\displaystyle \{e_{n}\}_{n\in I}} и {\displaystyle \{f_{m}\}_{m\in J}} в пространстве {\displaystyle H} и {\displaystyle K} соответственно, что {\displaystyle \sum _{n,m}|\langle T(e_{n}),f_{m}\rangle _{K}|^{2}<+\infty }. Величину {\displaystyle \langle T(e_{n}),f_{m}\rangle _{K}} называют матричным элементом оператора{\displaystyle T}. Их совокупность образует аналог матрицы линейного оператора. Таким образом, операторы Гильберта — Шмидта — операторы с квадратично суммируемой матрицей.

## Скалярное произведение Гильберта — Шмидта
Класс {\displaystyle \mathbf {S} _{2}(H)} можно естественным образом превратить в гильбертово пространство, если для операторов {\displaystyle T_{1},T_{2}\in \mathbf {S} _{2}(H)} ввести скалярное произведение: 

{\displaystyle \langle T_{1},T_{2}\rangle =\operatorname {Tr} (T_{1}T_{2}^{*})=\operatorname {Tr} (T_{2}^{*}T_{1})}, которое вдобавок согласуется с {\displaystyle ||\cdot ||_{2}}.
Из этого следует ряд свойств:
- Класс {\displaystyle \mathbf {S} _{2}(H)} - сепарабельное гильбертово пространство.
- Пусть {\displaystyle \{e_{k}^{'}\}} и {\displaystyle \{e_{l}^{''}\}} - какие-либо ортонормированные базисы в {\displaystyle H}. Тогда система одномерных операторов {\displaystyle T_{kl}=(\cdot ,e_{k}^{'})e_{l}^{''}} образуют ортонормированный базис в гильбертовом пространстве {\displaystyle \mathbf {S} _{2}(H)}

## Примеры
- Оператор в {\displaystyle L_{2}[a,b]} является оператором Гильберта — Шмидта тогда и только тогда, когда он является интегральным оператором с квадратично интегрируемым ядром.
- Ядерный оператор является оператором Гильберта — Шмидта